# الكسندرا شيب
الكسندرا شيب (بالإنجليزية: Alexandra Shipp)‏ مواليد 16 يوليو 1991، هي ممثلة أمريكية بدأت مسيرتها الفنية عام 2009.

## وصلات خارجية
- الكسندرا شيب على موقع IMDb (الإنجليزية)
- الكسندرا شيب على موقع ميتاكريتيك (الإنجليزية)
- الكسندرا شيب على موقع روتن توميتوز (الإنجليزية)
- الكسندرا شيب على موقع ألو سيني (الفرنسية)
- الكسندرا شيب على موقع ميوزك برينز (الإنجليزية)
- الكسندرا شيب على موقع أول موفي (الإنجليزية)
- الكسندرا شيب على موقع قاعدة بيانات الفيلم (الإنجليزية)